# Jean Jouvenet
Jean-Baptiste Jouvenet (n. aprilie 1644, Rouen, Franța – d. 5 aprilie 1717, Paris, Regatul Franței) a fost un pictor francez, specializat mai ales pe subiecte religioase.

## Biografie
S-a născut într-o familie artistică din Rouen. Prima sa pregătire în domeniul artei a venit de la tatăl său, Laurent Jouvenet; cu o generație mai devreme, bunicul său, Noel Jouvenet, posibil să fi fost proefsorul lui Nicolas Poussin.
Jouvenet a arătat devreme o aptitudine remarcabilă pentru profesia sa și, la sosirea la Paris, a atras atenția lui Le Brun, care l-a angajat la Versailles, în special la Salonul de Mars (1671–74) și sub auspiciile căruia, în 1675, a devenit membru al Académie royale⁠(d), din cadrul căreia a fost ales profesor în 1681, și unul dintre cei patru rectori perpetui în 1707. A lucrat, de asemenea, sub îndrumarea lui Charles de La Fosse⁠(d), la Invalides și Trianon.
Marea masă de lucrări pe care le-a executat, în principal la Paris, multe dintre ele, inclusiv celebrul său Miraculoasa secetă a peștilor (gravat de Jean Audran ) se află acum la Luvru, arată fertilitatea sa în invenție și execuție, precum și acea demnitate generală de aranjare și stil care a distins școala lui Le Brun. Anthony Blunt a găsit în maniera lui Jouvenet reminiscențe ale lui Poussin, Le Sueur și în operele târzii a lui Raphael, dar cu un emotivism caracteristic baroc care „este încă departe de barocul deplin... Compozițiile sale sunt planificate în primul rând ca reliefuri precise, iar mișcările sunt mai degrabă în linii drepte diagonale ascuțite decât în curbe.” Naturalismul stilului lui Jouvenet îi deosebește opera de majoritatea picturilor religioase ale timpului său.
Jouvenet a murit la 5 aprilie 1717, fiind forțat de paralizie să lucreze cu mâna stângă în ultimii patru ani ai vieții.

## Galerie

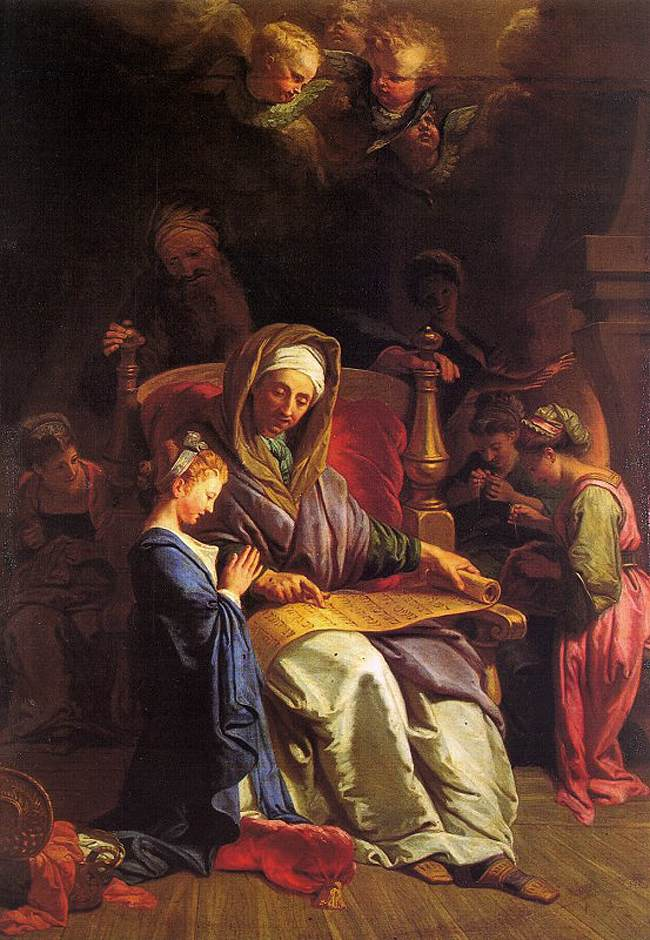
Educația Fecioarei (1700)
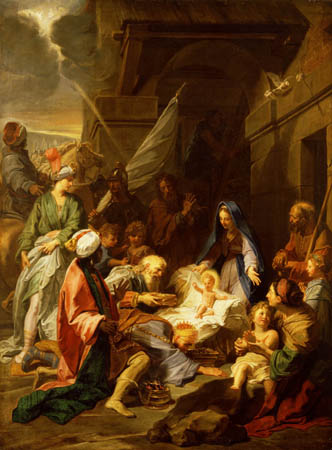
Adorarea Magilor
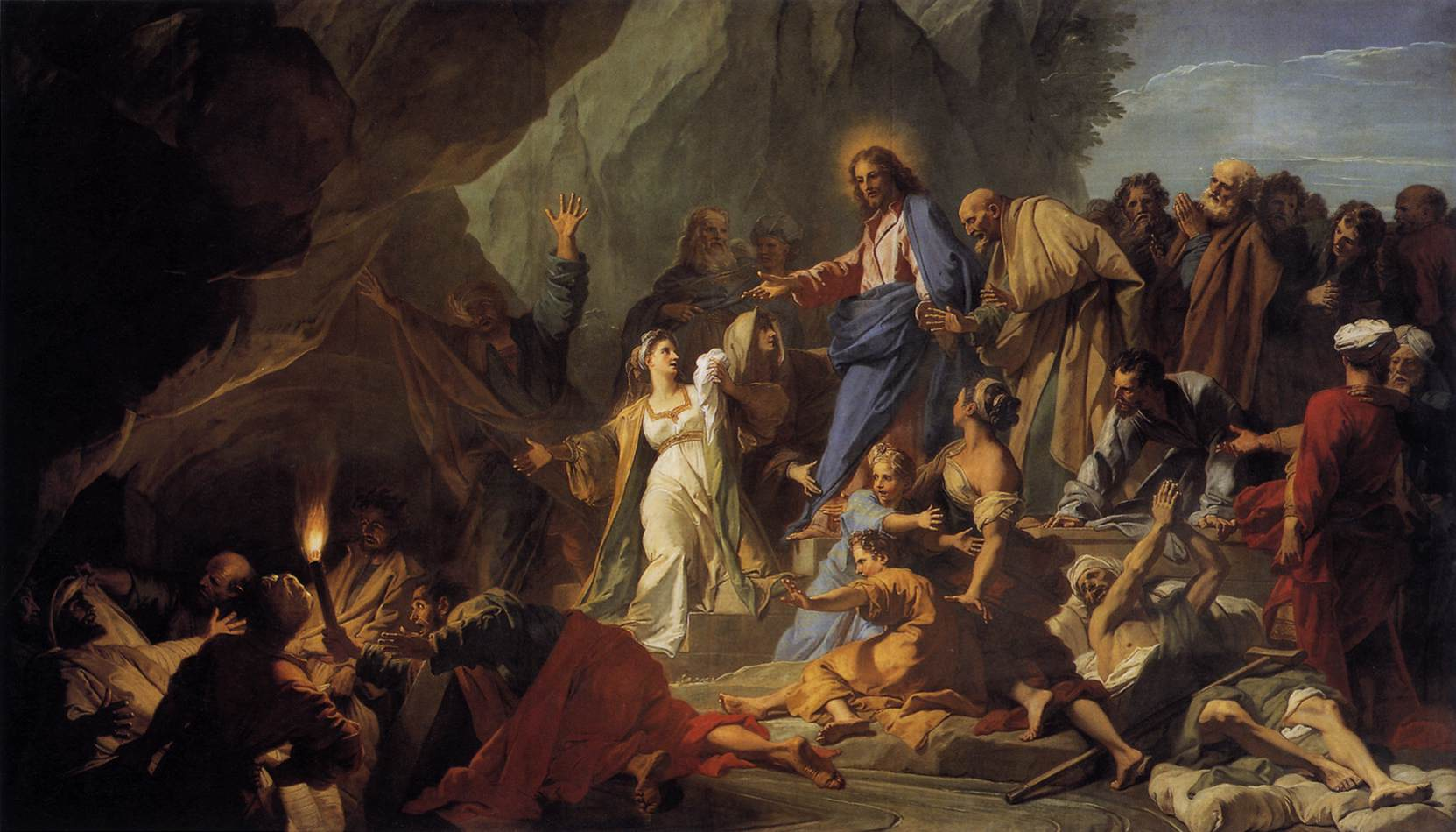
Învierea lui Lazăr (1706)
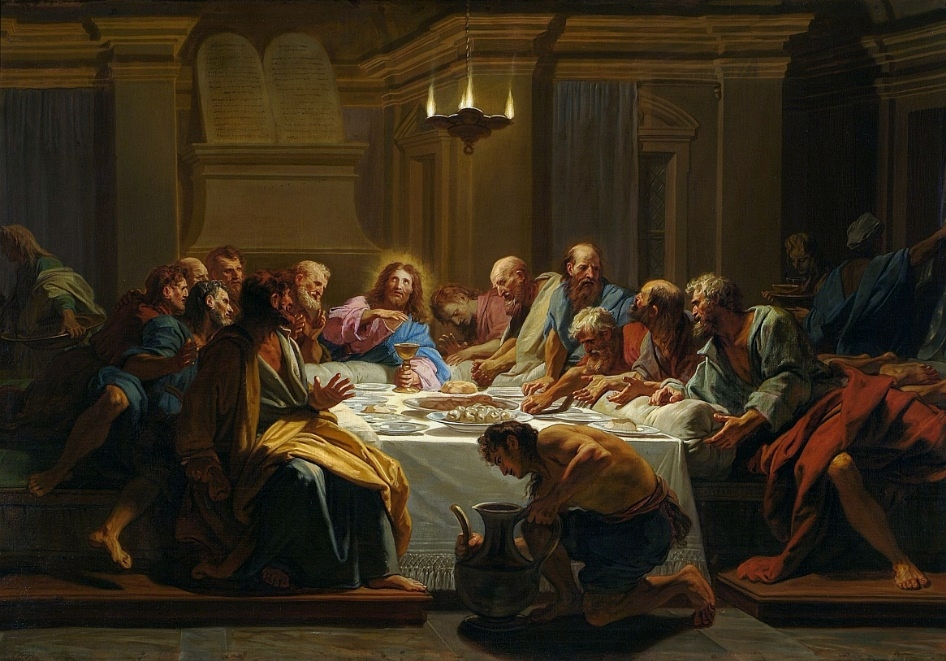
Cina cea de Taină
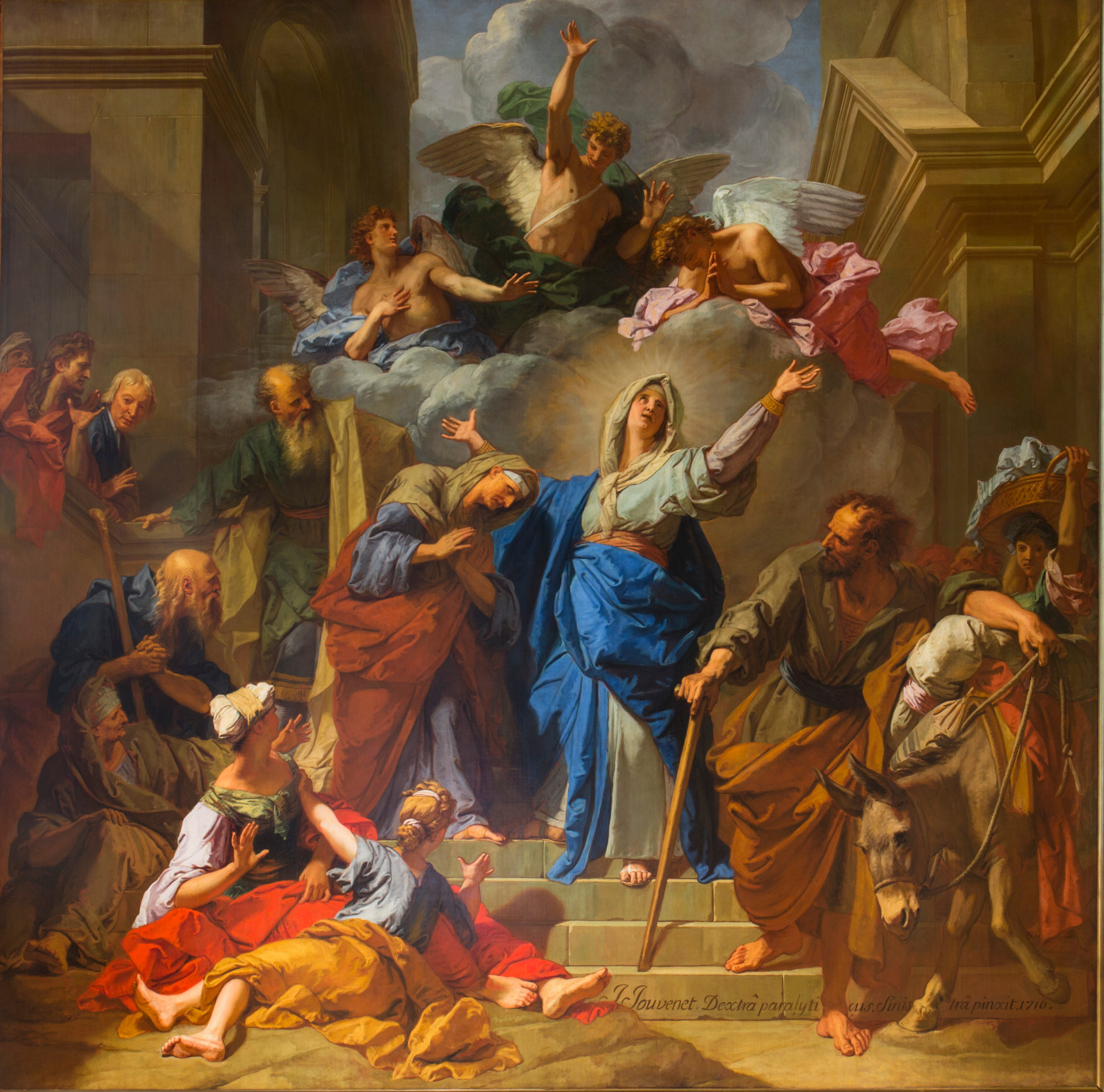
Vizita Fecioarei (1716)
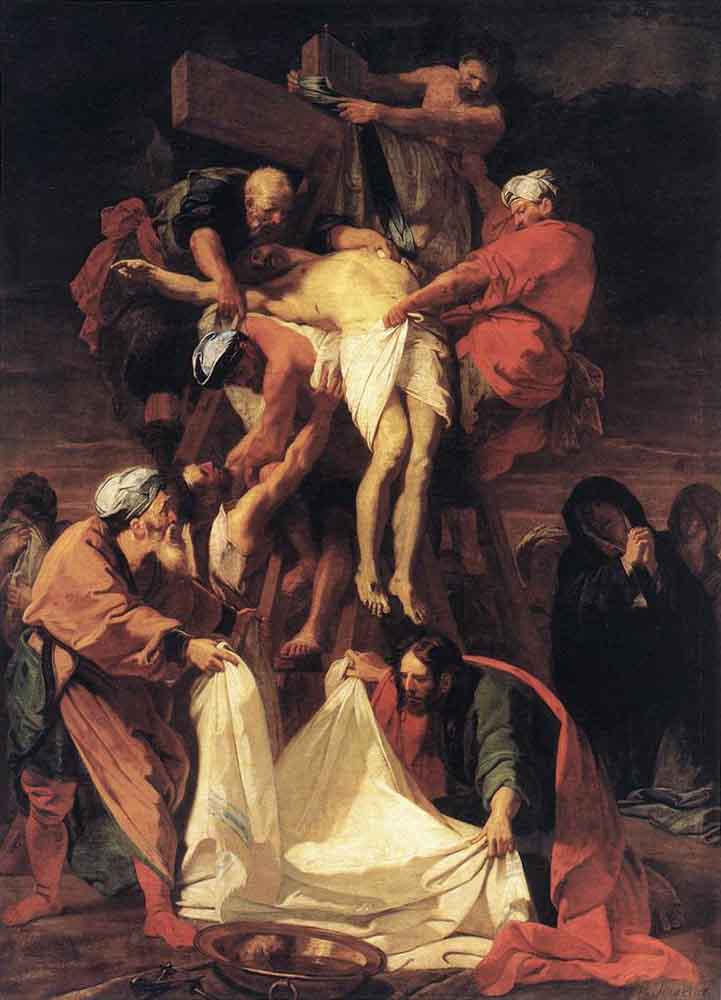
Coborârea de pe cruce (1697)
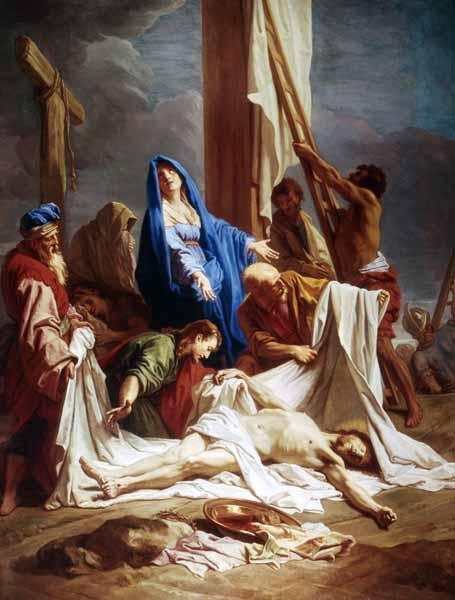
Depunerea (1709)
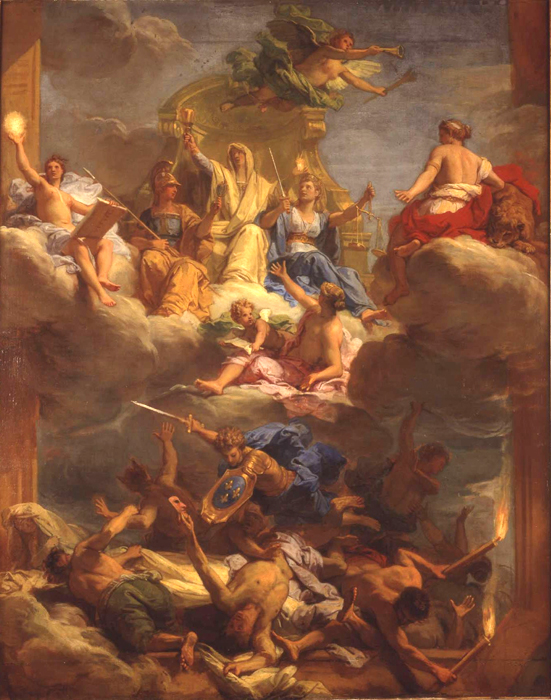
Triumful justiției (1713)

## Redescoperiri
- Darius și Alexandre, circa 1670, grafit pe hârtie albastră, studiu pentru pânza oferită liceului Louis-le-Grand (Paris) de regele Ludovic al XIV-lea în 1674 (redescoperit în 2006 de Prof. Alain Béjard și Dimitri Joannidès, Institutul Alicem, Luxemburg)